# Берлінська декларація про відкритий доступ до наукових та гуманітарних знань
Берлінська декларація про відкритий доступ до наукових та гуманітарних знань (англ. Berlin Declaration on Open Access to Knowledge in the Sciences and Humanities) — один із основних документів у царині відкритого доступу, підписана 20-22 жовтня 2003 року на конференції з Відкритого доступу у Берліні, організованій Товариством імені Макса Планка.

## Передісторія та зміст
Услід за проголошенням Будапештської ініціативи відкритого доступу (2002) та заяви у Бетезді щодо підтримки ідеї Відкритого доступу (2003), Берлінська декларація стала третім значимим документом на шляху розвитку руху відкритого доступу.
Згідно з декларацією, автори та правовласники дарують усім користувачам вільне, необмежене право доступу та дозвіл на копіювання, використання, поширення, передачу та публічну демонстрацію, а також на поширення роботи в електронній формі для будь-яких законних цілей з відповідним зазначенням авторства, а також право на виготовлення невеликої кількості друкованих копій для свого особистого використання.
Повна версія робіт та всіх супутніх матеріалів публікується, якнайменше, у одному мережевому репозитарії, що використовує прийняті технічні стандарти, який підтримується науковим співтовариством, державним агентством або іншою авторитетною інституцією, уповноваженою забезпечувати відкритий доступ, безперешкодне поширення, мережеву взаємодію та довгострокове зберігання.
Модель Відкритого доступу, яка розроблена у рамках декларації, розвиває ідеї самоархівування та формування інституційних репозитаріїв.
Особливість декларації полягає у тому, що вона підписується тільки університетами, і університет, що долучився до неї, засвідчує підтримку відкритого доступу до своїх публікацій.
Мета:
|  | Наша місія розповсюдження знання буде неповною, якщо інформація не є широко та надійно доступною для суспільства. Нові можливості у розповсюдженні знання не тільки через традиційні носії, але і через Інтернет, в рамках нової парадигми відкритого доступу, повинні бути підтримані. Ми визначаємо відкритий доступ як всеосяжне джерело людського знання та культурної спадщини, яке було заздалегідь схвалене науковим співтовариством. Для того, щоб реалізувати бачення глобального та доступного представлення знання, майбутня Web повинна бути стійкою, інтерактивною та прозорою. Зміст та програмні інструменти повинні бути вільно доступними і сумісними. |